# New-York-City-Marathon 2005

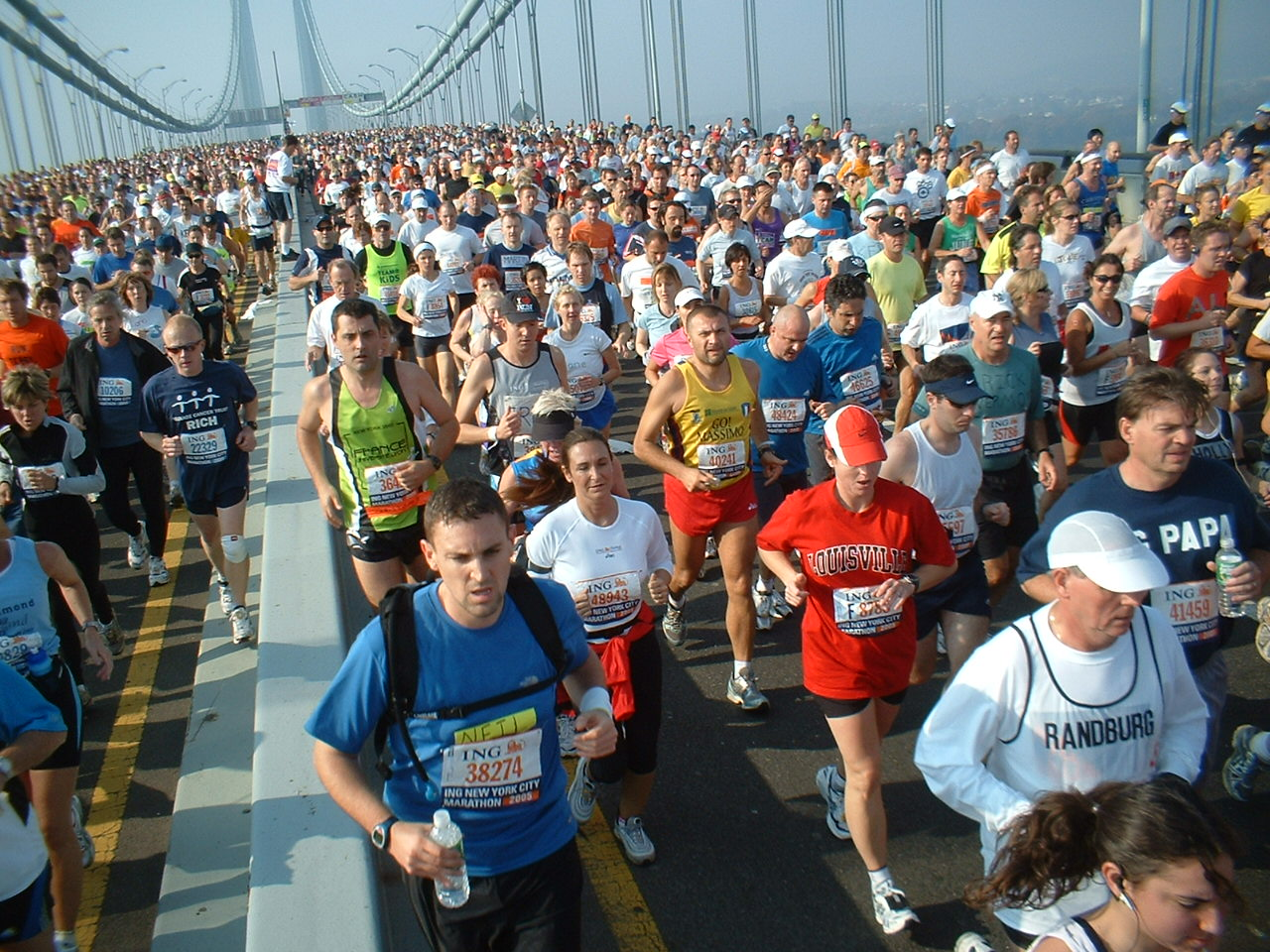
Lauf 2005 auf der Verrazzano-Narrows Bridge

Der New-York-City-Marathon 2005 (offiziell: ING New York City Marathon 2005) war die 36. Ausgabe der jährlich stattfindenden Laufveranstaltung in New York City, Vereinigte Staaten. Der Marathon fand am 6. November 2005 statt.
Bei den Männern gewann Paul Tergat in 2:09:30 h und bei den Frauen Jeļena Prokopčuka in 2:24:41 h.

## Ergebnisse

### Männer
| Platz | Athlet                    | Land                   | Zeit (h) |
| ----- | ------------------------- | ---------------------- | -------- |
| 01    | Paul Tergat               | Kenia                  | 2:09:30  |
| 02    | Hendrick Ramaala          | Südafrika              | 2:09:31  |
| 03    | Meb Keflezighi            | Vereinigte Staaten     | 2:09:56  |
| 04    | Robert Kipkoech Cheruiyot | Kenia                  | 2:11:01  |
| 05    | Abdihakim Abdiraham       | Vereinigte Staaten     | 2:11:24  |
| 06    | Alberico Di Cecco         | Italien                | 2:11:33  |
| 07    | Viktor Röthlin            | Schweiz                | 2:11:44  |
| 08    | Simon Wangai              | Kenia                  | 2:13:19  |
| 09    | Jon Brown                 | Vereinigtes Königreich | 2:13:29  |
| 10    | Isaac Macharia Wanjohi    | Kenia                  | 2:14:21  |

### Frauen
| Platz | Athletin            | Land        | Zeit (h) |
| ----- | ------------------- | ----------- | -------- |
| 01    | Jeļena Prokopčuka   | Lettland    | 2:24:41  |
| 02    | Susan Chepkemei     | Kenia       | 2:24:55  |
| 03    | Derartu Tulu        | Äthiopien   | 2:25:21  |
| 04    | Salina Jebet Kosgei | Kenia       | 2:25:30  |
| 05    | Bruna Genovese      | Italien     | 2:27:15  |
| 06    | Ljudmila Petrowa    | Russland    | 2:27:21  |
| 07    | Gete Wami           | Äthiopien   | 2:27:40  |
| 08    | Lidija Grigorjewa   | Russland    | 2:27:48  |
| 09    | Ljubow Denissowa    | Russland    | 2:28:18  |
| 10    | Lornah Kiplagat     | Niederlande | 2:28:28  |